# Peter Lorenz (Autor)
Peter Lorenz (* 31. März 1944 in Erfurt; † 20. November 2009) war ein deutscher Schriftsteller und Fotograf.

## Leben
Peter Lorenz legte 1962 das Abitur an der G. E. Lessing-EOS in Erfurt ab und nahm daraufhin ein Pädagogikstudium mit den Fachrichtungen Biologie und Chemie an der PH Erfurt-Mühlhausen in Mühlhausen auf. 1966 wurde er wegen Staatsverleumdung verurteilt, woraufhin er ab 1968 mehrere Aushilfstätigkeiten, darunter Hilfsschlosser, Hilfsgalvaniseur, Hilfsmaurer und schließlich Hilfslehrer, annahm. Ab 1977 war er als freier Schriftsteller tätig und schrieb wissenschaftlich-utopische Romane. 1990 kehrte Lorenz in den Schuldienst zurück. Seit 1999 gab er außerdem vier Bildbände heraus. 
Peter Lorenz verstarb am 20. November 2009 im Alter von 65 Jahren. Er wurde in aller Stille beigesetzt.

## Tätigkeit als Autor
Für seinen Erstlingsroman Homunkuli (1978) erhielt Lorenz im Jahr darauf den Debütantenpreis des Ministeriums für Kultur der DDR. Es folgte 1981 Quarantäne im Kosmos, in dem die zunehmende Desillusionierung angesichts von Bürokratie, Scheindemokratie, widersinniger Planwirtschaft und gesellschaftlicher Stagnation zum Ausdruck gebracht wird. An der hochtechnisierten, streng von einem einzigen Zentralrechner organisierten und biologisch vollkommen „optimierten“ Welt scheitern die Hauptakteure Per und Lif Engen und fliehen zu jener außerirdischen, frei lebenden und schaffenden Zivilisation, welche der Zentralrechner aus Angst vor Veränderung und Fortschritt zerstören wollte. Auch Aktion Erde von 1988 äußert eine kaum verschlüsselte Kritik an der zunehmenden Bürokratisierung. Nachdem die Erde unbewohnbar wurde, flohen einige Menschen auf Überlebensinseln im All verstreut und andere, die „Terraten“, errichteten sich in Gangsystemen unter der Erde eine starre sowie streng hierarchisierte Gesellschaft. Grenzgänger aus beiden Welten versagen jeweils bei der Rückeroberung der Erde an gefräßigen Tier-Pflanze-Symbionten, unbestimmbare, ständig sich wandelnde tödliche Wolken, die keiner Klassen- oder Gesetzesordnung gehorchten.

## Tätigkeit als Fotograf
In den 70er und 80er Jahren entwickelte Lorenz eine Leidenschaft für die Aktfotografie. Nach der Wende entdeckte er sein Interesse wieder. So erschien 1999 sein erster Bildband Shaven Angels mit Aktfotografien, dem drei weitere Bände gefolgt sind.

## Werke
Science-Fiction-Erzählungen
- Das Normhuhn. In: Aus dem Tagebuch einer Ameise, hrsg. v. Michael Szameit, Verlag Neues Leben, Berlin 1985.
- Karriere für 150. In: Geschichten vom Trödelmond, hrsg. v. Olaf Spittel, Verlag Neues Leben, Berlin 1990.
- Jefferson. In: Die Zeitinsel. SF-Erzählungen aus einem Land, das es mal gab, hrsg. v. Olaf Spittel, Verlag Neues Leben, Berlin 1991.

Science-Fiction-Romane
- Homunkuli. Verlag Neues Leben, Berlin 1978.
- Quarantäne im Kosmos. Verlag Neues Leben, Berlin 1981.
- Blinde Passagiere im Raum 100. Verlag Neues Leben, Berlin 1986.
- Aktion Erde. Mitteldeutscher Verlag, Halle 1988.

Bildbände
- Shaven Angels. Edition Reuss, Aschaffenburg 1999.
- Shaven Angels 2. ebd. 2000.
- Shaven Angels 3. ebd. 2002.
- Shaven Angels 4. ebd. 2004.